# ボニー・サマーヴィル
ボニー・サマーヴィル（Bonnie Somerville、1974年2月24日 - ）は、アメリカ合衆国の女優・歌手。ニューヨーク市ブルックリン出身。

## 経歴
ニューヨーク・ブルックリン地区のフラットブッシュで生まれ育つ。地元の私立高校在学中に女優や歌手として活動を始め、ボストンカレッジへ進学後、本格的に女優としてキャリアをスタートさせる。22歳の時、ロサンゼルスへ引っ越したサマーヴィルはバンドに参加し、初めてエージェントが付いた。
サマーヴィルの初出演作品は、1996年の映画『シティー・ホール』へのエキストラ出演だった。1999年に出演したCBSのミニシリーズ『Shake, Rattle and Roll』で初めて大きな役を得、ここでは歌手としてもデビューした。
2000年には『Grosse Pointe』、『The O.C.』、『フレンズ』に相次いでゲスト出演した。
2004年から2005年にかけては『NYPDブルー』のファイナルシーズンにローラ・マーフィー役として全20話中15話に出演した。
近年では、Band From TVという番組の企画でグレッグ・グランバーグやヒュー・ローリー、ジェームズ・デントンらとバンドを組み、ボーカルを務めている。

### 私生活
2004年、俳優のザック・ブラフとの交際を報じられた。
2008年10月18日深夜、友人と参加したパーティーの帰り道、強盗被害に遭い、友人が発砲され負傷するという事件に巻き込まれた。

## フィルモグラフィー

### 映画
| 年   | 邦題/原題                                                           | 役名                   | 備考           |
| ---- | ------------------------------------------------------------------- | ---------------------- | -------------- |
| 2000 | クライム・アンド・パニッシュメント Crime and Punishment in Suburbia | 高慢な女性             |                |
| 2000 | 悪いことしましョ! Bedazzled                                         | ビアガーデンの女性     |                |
| 2004 | スパイダーマン2 Spider-Man 2                                        | 叫ぶ女性               | クレジットなし |
| 2004 | トレジャー・ハンターズ Without a Paddle                             | デニス                 |                |
| 2009 | 男と女の不都合な真実 The Ugly Truth                                 | エリザベス             |                |
| 2012 | ファイヤー・ウィズ・ファイヤー 炎の誓い Fire with Fire              | カレン・ウェストレイク |                |
| 2012 | トレジャー・バディーズ/小さな5匹の大冒険 Treasure Buddies           | マーラ                 | 声の出演       |
| 2014 | コードネーム: プリンス The Prince                                   | スーザン               |                |

### テレビ
| 年          | 邦題/原題                                                              | 役名                       | 備考                        |
| ----------- | ---------------------------------------------------------------------- | -------------------------- | --------------------------- |
| 1998        | ふたりの男とひとりの女 Two Guys, a Girl and a Pizza Place              | シンディ                   | 1エピソード                 |
| 1999        | ビバリーヒルズ高校白書 Beverly Hills, 90210                            | メアリー                   | 1エピソード                 |
| 2001 - 2002 | フレンズ Friends                                                       | モナ                       | 7エピソード                 |
| 2003        | The O.C.                                                               | レイチェル・ホフマン       | 5エピソード                 |
| 2004 - 2005 | NYPDブルー NYPD Blue                                                   | ローラ・マーフィ           | 15エピソード                |
| 2005 - 2006 | キッチン・コンフィデンシャル Kitchen Confidential                      | ミミ                       | メインキャスト 13エピソード |
| 2008        | カシミアマフィア Cashmere Mafia                                        | ケイトリン・ダウド         | 7エピソード                 |
| 2009        | リンジー・ローハンの 妊娠宣言!? ～ハリウッド式OLウォーズ～ Labor Pains | スージー・カベンディッシュ | テレビ映画                  |
| 2010        | 救命医ハンク セレブ診療ファイル Royal Pains                            | ミンディ                   | 1エピソード                 |
| 2012        | メンタリスト The Mentalist                                             | イヴ・マルベリー           | 1エピソード                 |
| 2015        | クリミナル・マインド FBI行動分析課 Criminal Minds                      | コリーン・サリヴァン       | 1エピソード                 |